# Circuit Switched Data
Circuit Switched Data (CSD) je nejstarší metoda přenosu dat vyvinutá přímo pro digitální mobilní sítě, z jejíhož názvu je zřejmé, že využívá technologii přepojování okruhů. To znamená, že před přenosem se vytváří spojení podobně jako při telefonním hovoru.
Maximální přenosová rychlost je 14,4 kbit/s. Pro její zvýšení byly vyvinuty následující rozšíření CSD:
- High Speed Circuit Switched Data (HSCSD), která pro komunikaci využívá více časových slotů; maximální přenosová rychlost je 57,6 kbit/s pro 4 časové sloty
- Enhanced Circuit Switched Data (ECSD) využívající technologii Enhanced Data Rates for GSM Evolution (EDGE) pro zrychlení přenosu v jednotlivých časových slotech; maximální přenosová rychlost je 59,2 kbit/s na jeden slot, což je 236 kbit/s při použití 4 slotů.

Výhodou CSD, HSCSD a ECSD je zajištění garantované propustnosti nebo rychlosti přípojení, což je vhodné např. pro přenos streamovaného videa nebo audia (internetová TV a rádia). Mnoho operátorů tarifikuje CSD jako jeden, a HSCSD, nebo ECSD jako více telefonních hovorů, takže jsou citelně dražší než služby používající technologii přepojování paketů – GPRS, EGPRS, HSDPA, apod., které lépe využívají dostupné prostředky. U HSDPA a novějších technologií k tomu navíc přistupuje podstatně vyšší přenosová rychlost. Proto CSD, HSCSD a ECSD nepatří mezi často používané (a často ani poskytované) služby.

## Technická realizace
Ještě před zavedením CSD bylo možné provádět přenosy dat přes mobilní telefonní systémy pomocí modemu, buď vestavěného do telefonu, nebo externího. Takové systémy byly omezeny kvalitou zvukového signálu na rychlost 2,4 kb/s nebo méně. Komprese zvuku používaná v GSM (původně GSM 06.10), která je optimalizovaná pro lidský hlas způsobuje, že rychlost přenosu dat pomocí tradičního modemu připojeného k telefonu může být ještě nižší než u starších analogových systémů. Při přenosu rádiovým rozhraním se používá jeden časový slot. Mezi BTS a MSC je zapojen transkodér, který převádí hlas komprimovaný GSM kodekem (GSM 06.10) o rychlosti 13,2 kbit/s přenášený subkanálem o rychlosti 16 kbit/s na standardní datový tok G.711 o rychlosti 64 kbit/s.
U mobilních systémů druhé generace používajících digitální přenos zvuku však lze po vyřazení hlasového kodeku využívat přímo digitální kanál, což umožňuje dosažení vyšší rychlosti přenosu. Tato rychlost je však stále omezena rozhraním mezi BTS a transkodérem na 16 kbit/s.